# جبال القعدة
جبال القعدة  جزء من جبال عمور تقع بولاية الأغواط

## الموقع
وتقع هذه المجموعة في الجهة الشمالية من الولاية جنوب مدينة أفلو، تمتد أيضا من الغرب إلى الشرق، من جبال تويالة إلى وادي إمزي وتاجموت ، تتوسطها الغيشة.
من ناحية التضاريس تعتبر القعدة نتوءا بارزا منقطع الامتداد وقد سميت القعدة لأنها تمثل مائدة صخرية مقطعة الأطراف، عملت التعرية والانكسارات على تشكيل معظم أجزائها، إذ قلما نجد منبسطا فسيحا بداخلها.
يصف بعضا من مشاهدها الخلابة احمد بن الهطال التلمساني في كتابه رحلة الباي الكبير – باي الغرب – حيث يقول "... لها بساتين كثيرة وماء غزير ومزارع...
إن تكوين التضاريس بهذه المجموعة جعلها صعبة المسالك، ووعرة المنافذ وكثيرة الأخاديد والتجاعيد، مستعصية السبل من كل الجهات تقريبا، مما جعلها تكون ملجأ حصينا وملاذا فريدا في المنطقة، احتمي داخلها إنسان ما قبل التاريخ حيث وفرت له المسكن والمأكل والمشرب، كما كانت قاعدة أساسية لجنود جيش التحرير الوطني أثناء الثورة التحريرية.

## تقسيم القعدة
القعدة مقسمة إلي ثلاثة أقسام طبيعية تكون كتلة واحدة وهي :
قعدة أنفوس في الجهة الغربية ويشقها وادي الغيشة وهي مقسمة إلي قسمين عليا وسفلي
قعدة القرون المركزية ويخترقها وادي الورن.
قعدة مادنة وتنشأ عند اجتماع روافد وادي الورن.
هذه المناطق تختلف في نباتاتها ومناخها حيث  الشتاء طويل وشديد البرودة والجليد يكون من أواخر شهر أكتوبر وبداية شهر نوفمبر إلى غاية شهر مارس وأحيانا شهر افريل أما الصيف فهو منعش ومعتدل

## الحياة البرية
يتميز غطاؤها الشجري بالكثافة والتنوع حيث يوجد العرعر الأحمر مع وجود بعض الأشجار من موقع لآخر كأشجار البلوط الأخضر والشربين كما يصادف البطم الأطلسي متشبثا يبن الصـخور ويوجد الصنوبر الحلبي وأشجار الخروب والزيتون في مجموعات داخلية عبر قضاء أنفوس ومادنة، كثافة الأشجار تقدرب :100 شجرة في الهكتار أما الغطاء تحت خشبي فيتكون من إكليل الجبل والحلفاء والتسلغة والدفلة
ونباتات عشبية ك الشيح والقفت والدرين والقعدة غنية بعدة عيون حلوة وعذبة.
الحيوانات البرية بالقعدة متنوعة حيث نجد الطيور النادرة ذات الألوان المختلفة مثل الحمام والحجل والنسور والغراب وأنواع أخرى من الطيور وكذا الذئاب والثعالب والخنزير وكثير من الحشرات والزواحف.

## تحديات
تتعرض هذه التشكيلات الحراجية إلى كل التعديات من قطع وحرق ورعي مستمر، ونتيجة لتداخل هذه العوامل مع فقر في بنية التربة وظهور الصخرة الأم، فإن التجديد الطبيعي منعدم تماما.